# Силовая спектроскопия
Силовая спектроскопия представляет собой набор методов для изучения взаимодействий одиночных молекул. Эти методы можно использовать для измерения механических свойств полимерных молекул (нуклеиновых кислот, белков) или отдельных химических связей . Название «силовая спектроскопия» может несколько вводить в заблуждение, поскольку истинного взаимодействия материи и излучения не существует.
Силовая спектроскопия включает такие методы как атомно-силовая микроскопия, оптический пинцет, магнитный пинцет, акустическая силовая спектроскопию, микроиглы, и биомембраны.
Силовая спектроскопия отслеживает поведение молекулы под действием приложенной силы. С помощью силовой спектроскопии в последние годы были получены новые знания о свойствах ферментов, ответственных за сокращение мышц, транспорт в клетке, выработку энергии (F1-АТФаза), репликацию и транскрипцию ДНК (полимеразы), расплетание и раскручивание ДНК. топоизомеразы и хеликазы).
Подходы силовой спектроскопии позволяют исследователю определять свойства конкретной изучаемой молекулы. В частности, могут наблюдаться редкие события, например конформационные изменения, которые не могут быть заргестрированы при проведенних ансамблевых измерений.

## Экспериментальные методы
Есть довольно большое число способов точно манипулировать одиночными молекулами. Среди них выделяются оптический и магнитный пинцеты, кантилеверы атомно-силового микроскопа (АСМ) и акустическая силовая сппектроскопия. Во всех этих методах биомолекула, такая как белок, ДНК или какой-либо другой биополимер, одним концом связана с поверхностью (или микросферой), а другим — с датчиком силы. Датчик силы обычно представляет собой шарик микрометрового размера или кантилевер, по смещению которого можно определить величину силы.

### Акустическая силовая спектроскопия
Недавно разработанный метод акустической силовой спектроскопии (АСС) позволяет воздействовать на сотни одиночных молекул одновременно, что обеспечивает высокую экспериментальную производительность в сравнении например с оптическим пинцетом. Воздействие на молекулы производится засчет пьезоэлемента, расположенного над микрофлюидным чипом, который резонансно возбуждает плоские акустические волны . Генерируемые акустические волны способны воздействовать на микросферы, к которым присоединены различные биомолекулы, такие как ДНК, РНК или белки. Анализ данных производится по смещению микросфер. С помощью устройств AFS можно прикладывать силы в диапазоне от 0 до нескольких сотен пикоНьютонов к сотням микросфер, что в теории обеспечивает быстрой набор экспериментальных данных.
Этот метод в основном используется для изучения ДНК-связывающих белков. Например, АСС использовалась для изучения бактериальной транскрипции в присутствии антибактериальных агентов. Вирусные белки также можно исследовать с помощью АСС, например, этот метод использовался для изучения уплотнения ДНК наряду с другими одномолекулярными подходами, .
Клетками также можно манипулировать с помощью акустических сил напрямую или с помощью микросфер в качестве ручек.

## Приложения
Обычно силовая спектроскопия применяется для измерения эластичности полимеров, особенно таких биополимеров, как РНК и ДНК . Другое биофизическое применение силовой спектроскопии связано с изучением анфолдинга белка .
Более того, силовую спектроскопию можно использовать для исследования ферментативной активности белков, участвующих в репликации, транскрипции, организации и репарации ДНК. Это достигается путем измерения положения шарика, прикрепленного к комплексу ДНК-белок, передвигающегося по нити ДНК, один конец которой прикреплен к поверхности . Этот метод использовался, например, для изучения ингибирования элонгации транскрипции клебсидином и ацинетодином.